# Kap Foster
Kap Foster ist ein Kap an der Südküste der westantarktischen James-Ross-Insel. Es liegt 5 km südöstlich der Carlssonbucht.
Entdeckt wurde es während der Antarktisexpedition (1839–1843) des britischen Polarforschers James Clark Ross. Dieser benannte das Kap nach dem britischen Polarforscher Henry Foster (1796–1831), Leiter der britischen Antarktisexpedition mit der HMS Chanticleer (1828–1831). Eine Kartierung nahmen Teilnehmer der Schwedischen Antarktisexpedition (1901–1903) unter der Leitung Otto Nordenskjölds vor.